# Parque nacional Liuwa Plain
El parque nacional Liuwa Plain es un parque nacional de 3369 km2 situado en la provincia occidental de Zambia. "Liuwa" significa "llanura" en la lengua local de Liuwa, un dialecto de la lengua lozi, y las llanuras sirvieron originalmente como coto de caza de Lubosi Lewanika, el Litunga (rey o jefe supremo) del pueblo lozi. Lubosi Lewanika designó la zona como área protegida a principios de la década de 1880, y como parque nacional en 1972, cuando el gobierno de Zambia se hizo cargo de su gestión. La organización conservacionista sin ánimo de lucro African Parks gestiona Liuwa en colaboración con el Departamento de Parques Nacionales y Vida Silvestre y el Barotse Royal Establishment desde 2003. 
Las praderas del parque albergan una gran variedad de grandes mamíferos, como decenas de miles de ñus azules, cuya migración anual es la segunda mayor de África. Entre los grandes depredadores avistados con frecuencia se encuentran el guepardo, la hiena manchada y el león, el más famoso de los cuales era una hembra residente llamada Lady Liuwa, que fue objeto de un documental de National Geographic (The Last Lioness) antes de morir por causas naturales en 2017. Lady Liuwa era el único león que quedaba en la zona, tras años de caza excesiva, antes de que African Parks asumiera la gestión e introdujera leones adicionales para fomentar el restablecimiento de una manada. Se han registrado más de 300 especies de aves en Liuwa, que ha experimentado un turismo limitado hasta hace poco. Las poblaciones de animales se han estabilizado desde entonces, a pesar de los descensos y extinciones locales de la década de 1990-2000. 

## Historia
Antes de que se creara el parque nacional, la zona servía de coto de caza a Lubosi Lewanika (1842-1916), que fue litunga (rey o jefe supremo) del pueblo lozi de Barotselandia entre 1878 y 1916. Lubosi Lewanika designó la llanura de Liuwa como zona protegida a principios de la década de 1880.
La designación de parque nacional se concedió en 1972, y el gobierno de Zambia se hizo cargo de su gestión. A pesar de obtener dicho estatus, la creciente presión humana provocó un aumento de la caza furtiva en el parque. African Parks gestiona el parque en colaboración con el Departamento de Parques Nacionales y Vida Silvestre (DNPW) y el Barotse Royal Establishment (BRE) desde 2003. Según se informa, el interés local por preservar el parque y su vida silvestre ha aumentado posteriormente, ya que la gestión ha mejorado y se ha restablecido la conexión de la zona con los litunga.

## Turismo
El turismo en el parque era limitado hasta hace poco, con solo 50 turistas visitando Liuwa en 2000, y menos de 800 personas según los informes en 2014. African Parks y Norman Carr Safaris abrieron un lodge de lujo y un servicio de helicóptero, para hacer el parque más accesible a los turistas. La empresa de safaris colaboró con African Parks en la financiación del alojamiento, valorado en 1,6 millones de dólares. El King Lewanika Lodge, que lleva el nombre del antiguo Litunga, tiene capacidad para quince huéspedes e incluye seis villas, una de ellas con dos dormitorios. En 2016, Proflight anunció planes de vuelos regulares entre Lusaka y Kalabo, lo que mejorará aún más el acceso al parque.

## Flora y fauna
La llanura de Liuwa se encuentra en la llanura aluvial de Barotse y está delimitada por el río Luambimba al norte y el río Luanginga al sur. El parque está formado principalmente por una pradera de aproximadamente 72 por 32 km, salpicada de palmeras de rafia y bosques. Las especies de gramíneas registradas incluyen Echinochloa stagnina y Vossia cuspidata , que son importantes para los herbívoros de pastoreo, así como Baikiaea plurijuga Guibourtia coleosperma, Peltophorum africanum, Terminalia sericea y varios tipos de Hyphaene.

### Mamíferos
Liuwa alberga una gran variedad de mamíferos, como búfalos, eland común, tsessebe común, oribi, lechwe rojo, reedbuck, antílope ruano y ñus azules migratorios, que se reúnen por decenas de miles. La migración de ñus de Liuwa es la segunda más grande de África.
Un estudio realizado en 1991 registró estimaciones de población de 30 000 ñus azules, 800 tsessebe, 1000 cebras y otros 10 000 grandes mamíferos, incluidos búfalos, eland, oribi, lechwe rojo, reedbuck y sitatunga. Estudios posteriores sugirieron importantes descensos de población, con la posible erradicación de búfalos, eland, hartebeest de Lichtenstein y antílopes ruanos. Sin embargo, la mejora de la protección desde 2003 ha estabilizado las poblaciones. Se han reintroducido el eland y el búfalo, y la población de cebras ha aumentado hasta superar los 4000 individuos. 
Entre sus depredadores se encuentran el guepardo, el leopardo, el león, el perro salvaje africano y la hiena manchada. Según la organización conservacionista sin ánimo de lucro African Parks, todos los leones del parque menos uno fueron erradicados en la década de 1990 debido a la caza furtiva y de trofeos. La leona solitaria de Liuwa, conocida como Lady Liuwa, apareció por primera vez en el parque en 2002. Desde entonces, la organización ha liderado la introducción de varios leones adicionales para restablecer una manada reproductora en Liuwa, donde hay 13 leones, desde julio de 2020.
En un esfuerzo por reintroducir la especie en el parque, a finales de 2020 se trasladó a Liuwa una manada de 11 perros salvajes africanos (ocho machos y tres hembras). 
Entre los omnívoros más pequeños de Liuwa se encuentran la mangosta anillada y el chacal de rayas laterales.
Desde 2005, la zona protegida se considera una Unidad de Conservación del León.
Lady Liuwa y la población de leones del parque

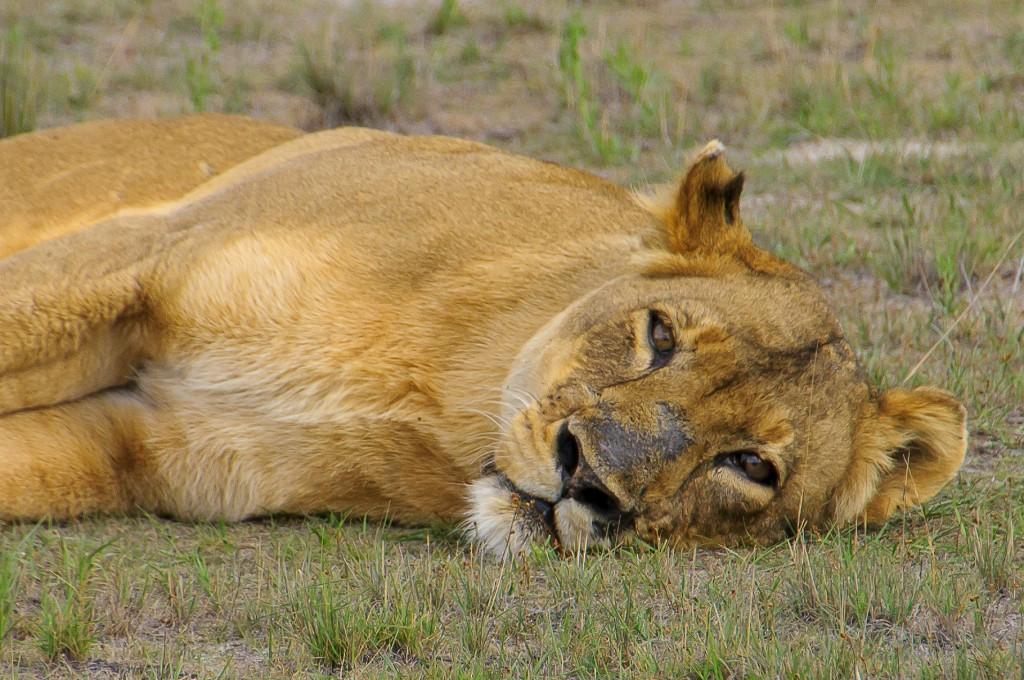
La residente más conocida del parque era una leona llamada Lady Liuwa (fotografiada en 2012), que murió por causas naturales en 2017.

Lady Liuwa era la residente más destacada del parque y fue el tema de un documental de National Geographic estrenado en 2010. Según el folclore, la leona era una reencarnación de Mambeti, un miembro de la tribu lozi que vivió y murió en el parque, y abuela de varios miembros del personal que seguían trabajando en el parque, en 2016. Se informó por primera vez de la presencia de Lady Liuwa en el parque en 2002, y se decía que visitaba a menudo los bosques donde estaba enterrado Mambeti.
En 2008, después de que ningún león regresara al parque de forma natural, African Parks intentó introducir un león macho, pero murió durante el traslado. En 2009 se reintrodujeron otros dos machos. Al parecer, ambos se aparearon con Lady Liuwa, pero era estéril. Los dos leones machos abandonaron Liuwa y se dirigieron a Angola; uno fue asesinado por los lugareños y el otro, Nakawa, regresó al parque por su cuenta. Dos leonas fueron reubicadas desde el Parque Nacional de Kafue a Liuwa en 2011; una de ellas murió atrapada en 2012, y la otra, Sepo, tuvo que ser devuelta a Liuwa tras emigrar fuera de la zona. Sepo fue capturada, devuelta en helicóptero y colocada en un espacio cerrado con Lady Liuwa. La pareja estrechó lazos y fue liberada al cabo de dos meses. Tras aparearse con Nakawa, Sepo dio a luz a un cachorro macho y dos hembras en diciembre de 2013. Nakawa murió más tarde, posiblemente envenenada. Un león no identificado fue visto en el parque en 2015.
En septiembre de 2016, un proyecto de colaboración entre African Parks, Mushingashi Conservancy, el Programa de Carnívoros de Zambia y el Departamento de Parques Nacionales y Vida Silvestre de Zambia introdujo otro león macho en la llanura de Liuwa procedente del Parque Nacional Kafue. El león se unió a otro en un espacio cerrado durante dos meses, y luego fueron liberados.
Lady Liuwa murió por causas naturales el 9 de agosto de 2017.

## Aves y reptiles
En Liuwa se han registrado 334 especies de aves, incluidas varias especies de rapaces, avutardas, grullas (incluidas grullas coronadas grises y la grulla carunculada, en peligro de extinción), pelícanos, pratincoles y cigüeñas. Entre las rapaces se encuentran el águila volatinera, el cernícalo primilla, el águila marcial, el buitre palmero y el búho pescador de Pel, así como las águilas pescadoras africanas. Las aves acuáticas registradas incluyen la cigüeña de marabú, de pico abierto, de pico de silla y de pico amarillo, así como la avefría herrera, las garcetas (incluida la garceta pizarrosa), la garza real, los gansos pigmeos, el ganso de alas espolonadas y el chorlito de tres bandas.  También están presentes el pratincole de alas negras, la avutarda de Denham, el ave viuda de cola larga, la alondra de pico rosa, el palmoteador de garganta rosada, el pájaro secretario, el estornino pinto, el boubou de los pantanos, la avutarda de vientre blanco y el abejaruco de mejillas blancas, así como la alondra badajera.
El Parque Nacional de la Llanura de Liuwa también alberga varias especies de serpientes.

## Otras lecturas
- Nyirenda, Vincent R.; Nkhata, Bimo A. (March 2013). «Collaborative governance and benefit sharing in Liuwa Plain National Park, Western Zambia». Parks 19 (1): 103-114. doi:10.2305/IUCN.CH.2013.PARKS-19-1.VRN.en.
- Hague, Bradley (2016). Rise of the Lioness: Restoring a Habitat and Its Pride on the Liuwa Plains. National Geographic Books. ISBN 9781426325328.